# 조은새
조은새(Eun Sae Jo, 본명: 조혜경, 1980년 4월 30일~)은 대한민국의 가수이다.

## 학력
- 부개여자고등학교 졸업
- 동덕여자대학교 실용음악과

## 경력
- 2000년~2001년: 그룹 ‘파파야’ 멤버
- 2014년: 주택관리공단 홍보대사
- 2014년: 제2회 부곡코미디영화제 홍보대사
- 2017년: 천안흥타령춤축제 홍보대사
- 2017년: 금산세계인삼엑스포 홍보대사

## 음반
- 2014년 비비고
- 2016년 하트 하트

## 수상
- 2015년 MBC가요베스트 신인상
- 2016년 MBC가요베스트 대제전 공연문화상
- 2017년 제23회 대한민국 연예예술상 성인가요부문 여자신인상